# Galathea (группа)
«Galathea» («Галате́я») — российская метал-группа, исполняющая музыку, которая сочетает в себе множество музыкальных стилей — от симфоник-метала до прогрессива.

## История

### Ранняя история
Идея создания группы «Галатея» принадлежала Василию Кошелеву. Она вынашивалась им в течение длительного периода и только в 2006 году, после его знакомства с Антоном Мулюкиным, музыкант сумел осуществить задуманное.
Галатея
Изначально группа состояла из 2 гитаристов (Кошелев и Мулюкин), клавишника Михаила Малинина и вокалистки Ольги Ланцевой. После кратковременного пребывания в группе Малинин её покидает, однако почти сразу же в «Галатее» появляется барабанщик Алексей Жарков. В процессе записей первых демоверсий группу покидает вокалистка. Снова остро встал кадровый вопрос.
В 2007 году в составе команды появляется клавишник Большаков Артём (Fiend), басист Павел Присяжный и вокалист Андрей Шпитальник, которые сумели дать группе новый вектор развития. Была дана серия концертов в Москве и организован первый выездной концерт в Санкт-Петербург. И снова потери в составе — Артём Большаков принимает решение покинуть группу, чтобы иметь возможность заниматься собственным проектом.
В 2008 году «Галатея» принимает в свои ряды клавишницу Анастасию Савельеву, которая давно хотела попасть в группу. С её приходом начинается запись первого альбома.

### Выход в свет
Очередные потери в составе (Шпитальник, Жарков) заставили музыкантов приостановить начавшуюся работу над дебютным альбомом. Поиск недостающих музыкантов продолжался до зимы 2009 года. В итоге, коллектив получил басиста Руслана Матьязова, барабанщика Артёма Габбасова.
В апреле 2009 года фронтменом группы стал талантливый вокалист Тимофей Дворецков, динамично влившийся в обновленный стиль группы. После прихода Тимофея в коллектив группа меняет своё название на англоязычное Galathea и начинает свой путь под новым названием.
Официальным днём рождения группы принято считать момент прихода Тимофея и первые концерты с ним осенью 2009 года с новым названием Galathea.
Группа выступала на «разогреве» у таких групп, как Сергей Маврин, группа Мастер, Крюгер, позже — у группы Чёрный обелиск).
Позже группу покинули и Габбасов, и Савельева. Весной 2010 года был найден виртуозный клавишник Александр Николаев (ex-Антарктика), а 3 мая состоялся первый сольный концерт группы.

### Современность
В начале 2011 года сессионный барабанщик Евгений Кришталь, выступавший в группе в течение некоторого времени, покидает коллектив, а постоянным барабанщиком «Галатеи» становится Никита Полежаев.
Весной 2011 года басист Руслан Матьязов переходит в группу Divinior. Фактически группа перестаёт существовать до ноября 2011 года.
После возвращения из армии Василий Кошелев решил возродить группу, и ему это удалось. В декабре 2011 года в составе произошли значительные перемены. Вторым гитаристом стал небезызвестный Павел Жданович, на место басиста пришёл Сергей Шопен, и барабанщиком стал Кирилл Касаткин.
В данный момент «Галатея» ведёт активную концертную деятельность и пишет материал для следующего альбома, выход которого запланирован на осень 2013 года.

## Состав

### Нынешний состав
- Тимофей Дворецков — вокал (с 2009)
- Павел Жданович — гитара (с 2011)
- Василий Кошелев — гитара (с 2006)
- Александр Николаев — клавишные (с 2010)
- Сергей Шопен — бас (с 2011)
- Кирилл Касаткин — ударные (с 2011)

### Бывшие участники
- Михаил Малинин — клавишные (2006—2007)
- Ольга Ланцева — вокал (2006—2007)
- Алексей Жарков — ударные (2006—2008)
- Павел Присяжный — бас-гитара (2007—2009)
- Артем Большаков — клавишные (2007—2008)
- Андрей Шпитальник — вокал (2007—2008)
- Анастасия Савельева — клавишные (2008—2010)
- Артем Габбасов — ударные (2008—2009)
- Руслан Матьязов — бас-гитара, вокал (2009—2011)
- Антон Мулюкин — гитара (2006—2011)
- Евгений Кришталь — ударные (2009—2011)

## Дискография

### Демозаписи
Выход в свет — (2008)

### Студийные альбомы
1. Из глубины[3] — (2010)
2. Аллерген — (2014)

### Синглы
- Мечты безумной крылья (интернет-сингл) — (2009)
- Мистификация (интернет-сингл) — (2009)
- Пробуждение (сингл) — (2012)